# Enrique Pérez Farrás
Enrique Pérez Farrás (Lérida, 28 de agosto de 1885 - Cuautla, México, 1949) fue un militar español. Participó activamente en insurrección de la Generalidad en octubre de 1934, por lo que fue condenado a la pena de muerte, que le fue conmutada; finalmente fue indultado con la victoria del Frente Popular en 1936. Al término de la guerra civil española se exilió en México.

## Biografía
En 1930 era comandante de artillería del Ejército español, y por tanto opuesto a la dictadura de Primo de Rivera, debido al enfrentamiento entre el cuerpo de artilleros y el dictador. En 1931, el presidente de la Generalidad de Cataluña, Francesc Macià, lo nombró jefe de los Mozos de Escuadra. Fue simpatizante del nacionalismo catalán.
Tuvo una intervención destacada en la masonería. Según Paz Sánchez, se inició en la Logia Redención nº 2, de Barcelona, en mayo de 1931, perteneciente a la Gran Logia Española, "en la que fue exaltado al grado de compañero hacia mediados de septiembre y, probablemente, alcanzó el de maestro masón a finales de ese mismo año"; en mayo de 1932 resultó designado Gran Consejero de la GLE.
Durante la insurrección de la Generalidad en octubre de 1934, secundó la proclamación de Lluís Companys y participó en la defensa del palacio de la Generalidad de Cataluña contra las tropas del general Batet, comandante de la IV División Orgánica con sede en Barcelona. Por esto fue juzgado en un consejo de guerra y condenado a muerte junto a otros oficiales como Federico Escofet, pero la pena le fue conmutada por el presidente de la República Alcalá Zamora por la de reclusión perpetua. 
Fue condenado a muerte por el asesinato del capitán Gonzalo Suárez Navarro, y la pena de muerte le fue conmutada porque el Presidente de la República se negó a firmar la pena de muerte.
La victoria del Frente Popular en las elecciones de febrero de 1936 hizo que fuera indultado y liberado, siendo readmitido en el Ejército. Restaurada la Generalidad, recuperó su puesto al frente de los Mozos de Escuadra y fue uno de los oficiales que contribuyó a sofocar la revuelta militar de julio de 1936 en Barcelona, al dirigir el ataque al edificio de la División Orgánica de Barcelona y deteniendo al general Manuel Goded, líder de la rebelión militar en Barcelona.
Una vez estallada la Guerra Civil, Farrás fue nombrado «jefe militar» del Comité Central de Milicias Antifascistas y posteriormente  destinado al Frente de Aragón como asesor militar de la columna Durruti, sin llegar a entenderse nunca con Durruti, por lo que volvió a Barcelona y pasó el resto de la guerra en cargos burocráticos, como gobernador militar de Tarragona y, posteriormente, de Gerona. Al acabar la guerra civil se exilió a México. Ocupó un cargo elevado en un banco dirigido por exiliados catalanes. Colaboró con artículos de estrategia militar en la revista Quaderns de l'exili y propuso formar una unidad de soldados catalanes junto a los Aliados durante la Segunda Guerra Mundial. 
Falleció en México en 1949.